# Residencia Presidencial de Corea del Sur
La Residencia Presidencial de Corea del Sur, comúnmente conocida como la Oficina Presidencial de Yongsan, anteriormente Edificio del Ministerio de Defensa Nacional, es actualmente la residencia oficial del presidente de Corea del Sur. Está ubicado en 22 Itaewon-ro, distrito de Yongsan, Seúl. El edificio fue inaugurado en noviembre de 2003, su superficie totaliza 276.000 metros cuadrados. Tras la toma de posesión del presidente Yoon Suk-yeol en mayo de 2022, la Casa Azul o Cheong Wa Dae, la residencia presidencial anterior, fue relevada de sus funciones y reemplazada por el edificio actual.